# Pomi
Pomi là một xã thuộc hạt Satu Mare, România. Dân số thời điểm năm 2002 là 2369 người.